# Cardiotarsus acuminatus
Cardiotarsus acuminatus is een keversoort uit de familie kniptorren (Elateridae). De wetenschappelijke naam van de soort is voor het eerst geldig gepubliceerd in 1847 door Guerin.